# Блаут, Джеймс
Джеймс Моррис Блаут (англ. James (Jim) Morris Blaut; 20 октября 1927, Нью-Йорк — 11 ноября 2000, Чикаго) — американский профессор, географии и антропологии Иллинойсского университета в Чикаго. Доктор философии (1958). Исследования были сосредоточены на сельскохозяйственной микрогеографии, культурной экологии, теории национализма, философии науки, историографии и отношениях между «первым» и «третьим» миром. Известен как один из наиболее заметных критиков евроцентризма. В 1997 году получил награду Ассоциации американских географов.

## Биография
Поступил в Университет Чикаго в возрасте шестнадцати лет в рамках программы для продвинутых школьников и получил две степени бакалавра (1948 и 1950). В 1948—1949 годах учился в Новой школе социальных исследований, в 1949—1950 годах — в Имперском колледже тропического сельского хозяйства на Тринидаде, с 1950 года — в Университете штата Луизиана.
Работал в Йельском университете. В 1960—1963 годах — в Университете Пуэрто-Рико, затем в Колледже Виргинских островов.
В 1967 году возвращается в США. Работает в Университете Кларка, где в 1969 году участвует в основании журнала «Антипод» (Antipode) и Союза географов-социалистов. В 1971 году на некоторое время возвращается в Университет Пуэрто-Рико, затем окончательно оседает в Иллинойсском университете в Чикаго, его профессор с 1972 года.
Был активным членом Прогрессивной партии Генри Уоллеса. Участвовал в различных кампаниях против войны во Вьетнаме. Поддерживал Пуэрто-риканское движение за независимость.
С 2006 года Специальная группа социалистической и критической географии Ассоциации американских географов ежегодно присуждает премию имени Джеймса Блаута (James Blaut Award) учёным, которые в течение своей жизни (1) использовали географический и исторический анализ капитализма для объяснения существующей социальной несправедливости и неравенства, (2) активно боролись против подавляющих властных отношений внутри и вне академии, (3) перекидывали мост между социалистической теорией и практикой".
Женат, ребенок.

## Публикации
- 1987 — The National Question (London: Zed Books)
- 1989 — The Invention of Progress: The Victorians and the Past (Oxford: Basil Blackwell)
- 1992 — Fourteen Ninety-Two: The Debate on Colonialism, Eurocentrism and History (with contributions by S. Amin, R. Dodgshon, A. G. Frank, and R. Palan; Trenton, NJ: AfricaWorld Press)
- 1993 — The Colonizer’s Model of the World: Geographical Diffusionism and Eurocentric History (NY: Guilford Press)
- 2000 — Eight Eurocentric Historians (NY: Guilford Press)

На русском
- Марксизм и евроцентристский диффузионизм Архивная копия от 11 февраля 2017 на Wayback Machine // Спільне. — 8.02.2017